# Vinton Cerf
Vinton Gray Cerf hoặc Vint Cerf ForMemRS, (/sɜːrf/; sinh ngày 23 tháng 6 năm 1943) là một người Mỹ đi tiên phong về Internet, người được công nhận là một trong những "cha đẻ của Internet" - ông chia sẻ danh hiệu này với người đồng phát minh ra TCP/IP Bob Kahn. Những đóng góp của ông đã được ghi nhận và khen ngợi, liên tục bằng các bằng danh dự và các giải thưởng bao gồm Huy chương Công nghệ Quốc gia, Giải thưởng Turing, Huân chương Tự do của Tổng thống, Giải thưởng Marconi và thành viên của Hiệp hội Quốc gia Học viện Kỹ thuật.
Trong những ngày đầu tiên, Cerf là giám đốc Cơ quan Dự án Nghiên cứu Tiên tiến Quốc phòng Hoa Kỳ (DARPA) tài trợ cho các nhóm khác nhau để phát triển công nghệ TCP / IP. Khi Internet bắt đầu chuyển sang cơ hội thương mại vào cuối hững năm 1980, Cerf chuyển đến MCI, nơi ông có vai trò quan trọng trong việc phát triển hệ thống email thương mại đầu tiên (MCI Mail) nối với Internet.
Cerf là công cụ trong việc tài trợ và hình thành ICANN ngay từ đầu. Anh đã chờ đợi trong cánh trong một năm trước khi anh bước lên để tham gia Ban ICANN, cuối cùng trở thành chủ tịch. Ông được bầu làm chủ tịch Hiệp hội Máy tính Máy tính vào tháng 5 năm 2012, và tháng 8 năm 2013 ông gia nhập Hội đồng Cố vấn của CyberSecurity.
Cerf đang hoạt động trong nhiều tổ chức đang làm việc để giúp Internet cung cấp giá trị nhân đạo trong thế giới của chúng ta ngày nay. Ông ủng hộ các dự án sáng tạo đang thử nghiệm các phương pháp tiếp cận mới đối với các vấn đề toàn cầu, bao gồm khoảng cách số, khoảng cách về giới, và tính chất thay đổi của công việc. Cerf cũng được biết đến với phong cách thời trang của mình, thường xuất hiện trong bộ vest ba mảnh - một thứ hiếm hoi trong một ngành công nghiệp được biết đến với các quy tắc trang phục giản dị

## Tiểu sử

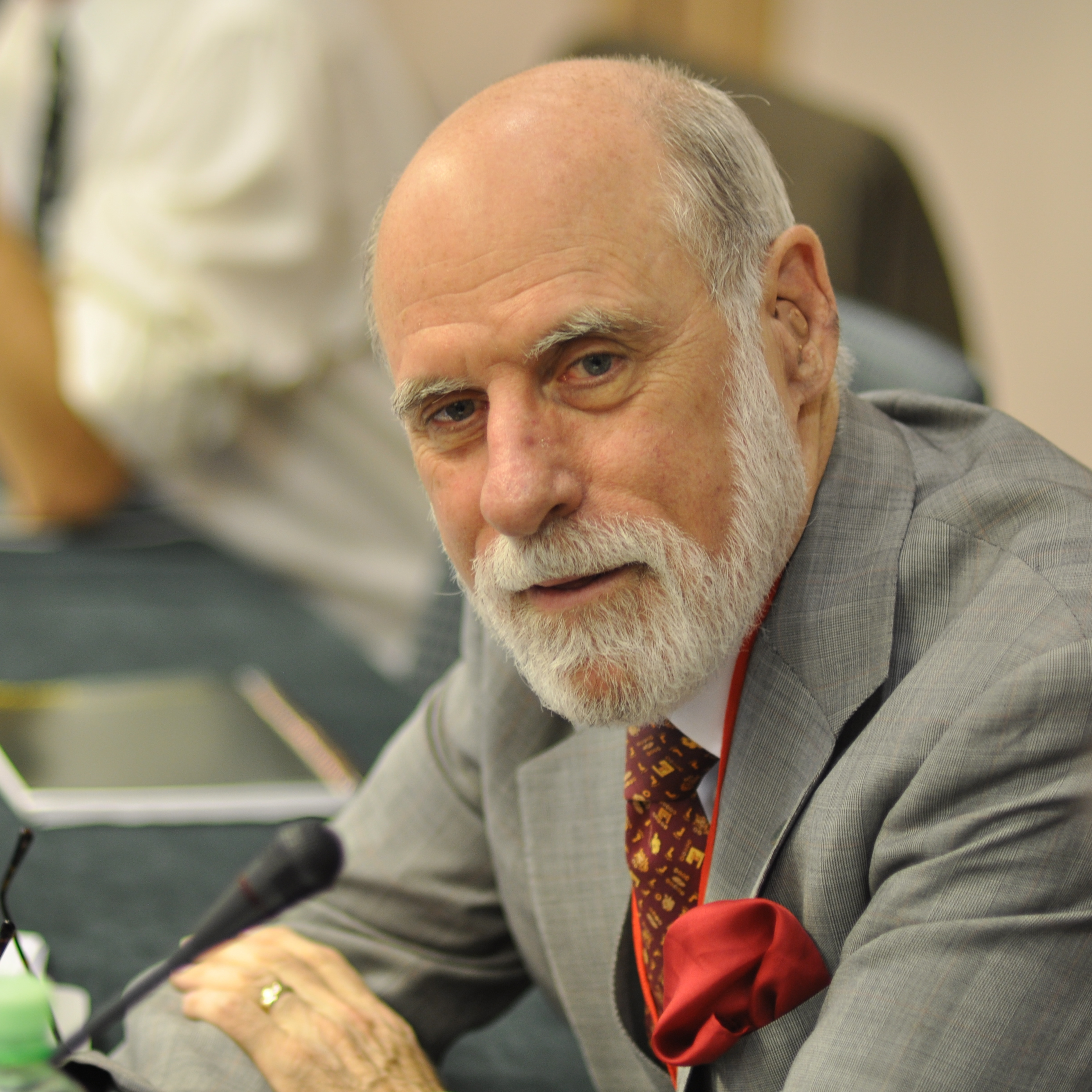
Vinton Cerf ở Vilnius, tháng 9 năm 2010

Cerf sinh ở New Haven, Connecticut, mẹ là Muriel (nhũ danh Gray), một người nội trọ, và cha là Vinton Thruston Cerf, một nhân viên hàng không vũ trụ. Cerf học ở trường trung học Van Nuys ở California cùng với Jon Postel và Steve Crocker; Cả hai đều đóng góp quan trọng trong việc tạo ra Internet. Trong khi ở trường trung học, Cerf đã làm việc tại Rocketdyne trong chương trình Apollo, bao gồm cả việc giúp viết phần mềm phân tích thống kê cho các bài kiểm tra không phá hủy của động cơ F-1. Công việc đầu tiên của Cerf sau khi nhận được bằng B.S. Bằng Đại học Stanford tại IBM, nơi ông đã làm việc trong hai năm như là một kỹ sư hệ thống) hỗ trợ QUIKTRAN. Ông đã rời IBM để học tại UCLA nơi ông có bằng thạc sĩ năm 1970 và tiến sĩ năm 1972. Trong suốt những năm học sau đại học, ông theo học tại Gerald Estrin, làm việc trong nhóm mạng nhóm dữ liệu Giáo sư Leonard Kleinrock đã kết nối hai nút đầu tiên của ARPANet, tiền thân của Internet, và "đã đóng góp cho giao thức host-to-host" ARPANet. Khi còn ở UCLA, ông cũng đã gặp Bob Kahn, người đang làm về kiến trúc phần cứng ARPANet. Sau khi có bằng tiến sĩ, Cerf đã trở thành phó giáo sư tại đại học Stanford từ năm 1972–1976, Nơi ông tiến hành nghiên cứu về giao thức kết nối mạng gói và đồng thiết kế bộ công cụ DoD TCP / IP với Kahn.
Cerf sau đó chuyển đến DARPA năm 1976, nơi ông ở đến năml 1982.

## Một phần danh mục xuất bản

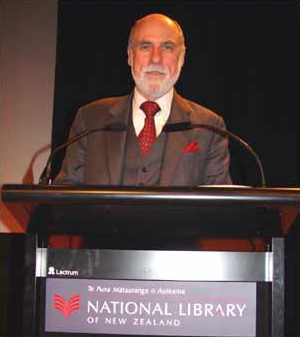
Cerf speaking at the National Library of New Zealand

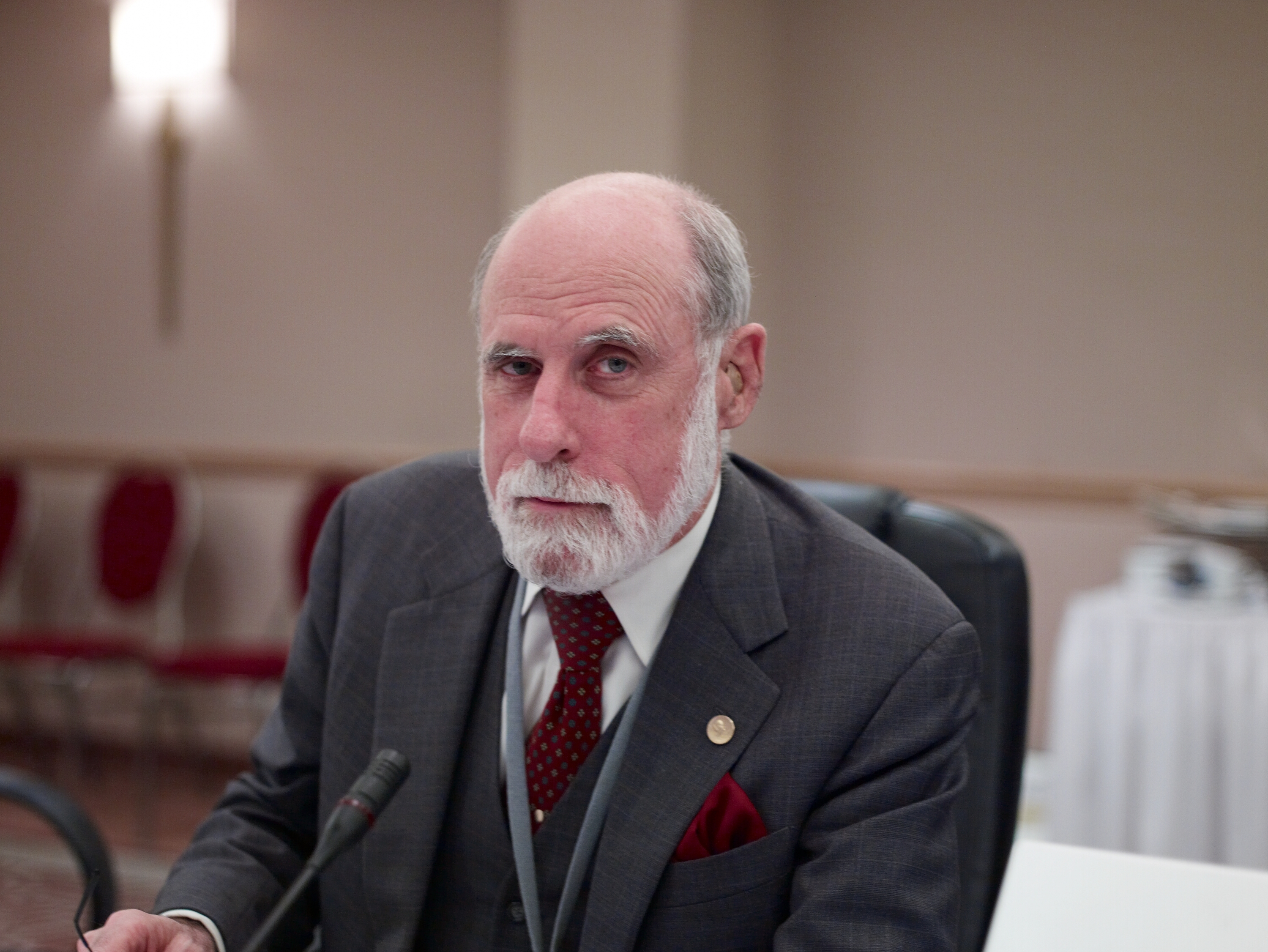
Cerf at 2007 Los Angeles ICANN meeting

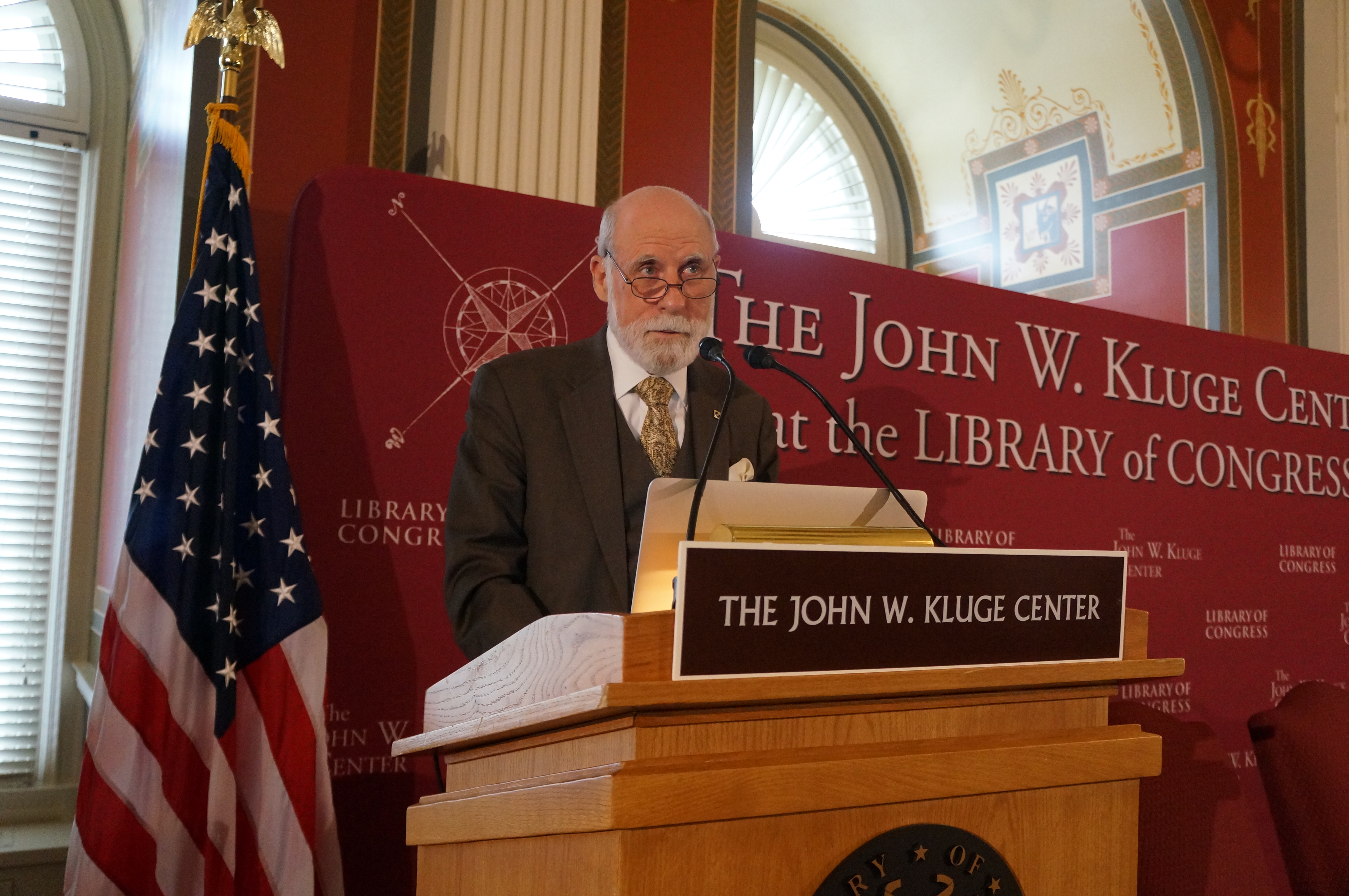
Cerf at the 2016 Saving the Web event at the Library of Congress.

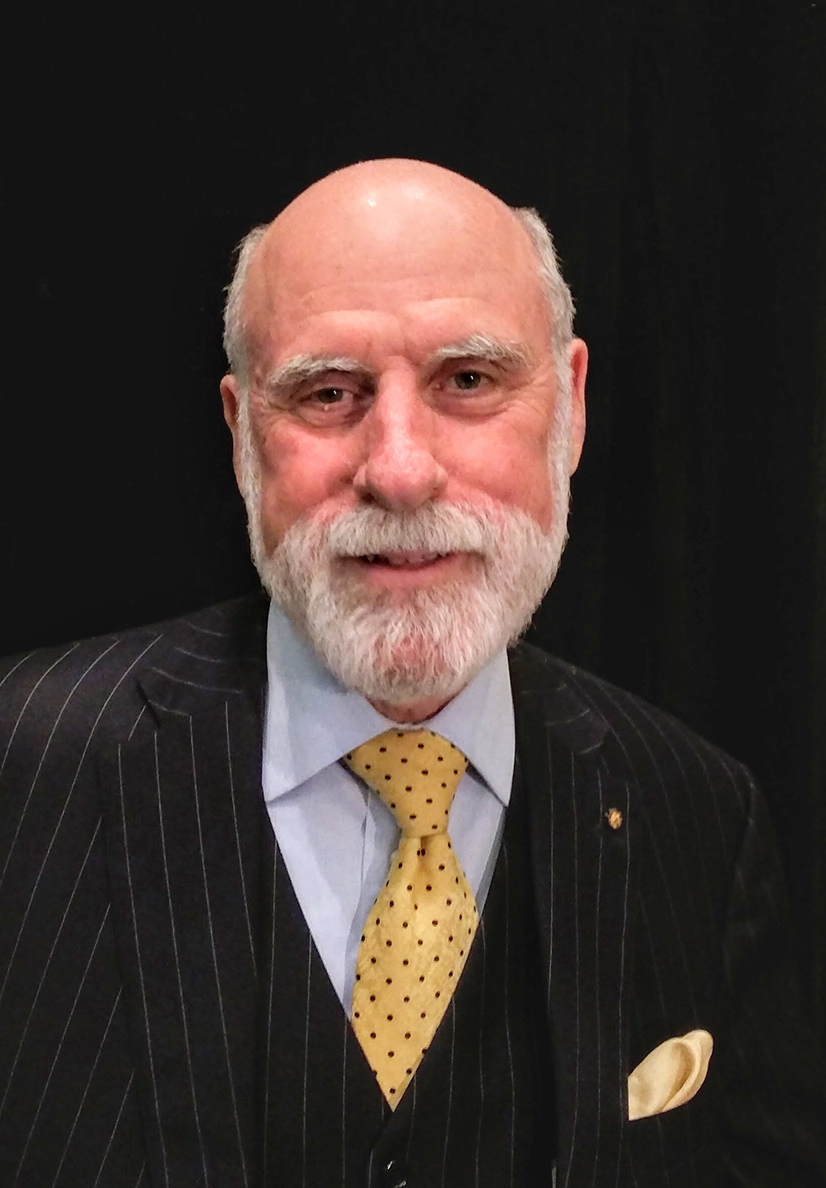
Vint Cerf, before his talk in memory of Dr. John Niparko at the 2017 MidWinter Meeting of the Association for Research in Otolaryngology in Baltimore

### Tác giả
- Zero Text Length EOF Message (RFC 13, August 1969)
- IMP-IMP and HOST-HOST Control Links (RFC 18, September 1969)
- ASCII format for network interchange (RFC 20, October 1969)
- Host-host control message formats (RFC 22, October 1969)
- Data transfer protocols (RFC 163, May 1971)
- PARRY encounters the DOCTOR (RFC 439, January 1973)
- 'Twas the night before start-up (RFC 968, December 1985)
- Report of the second Ad Hoc Network Management Review Group, RFC 1109, August 1989
- Internet Activities Board, RFC 1120, September 1989
- Thoughts on the National Research and Education Network, RFC 1167, July 1990
- Networks, Scientific American Special Issue on Communications, Computers, and Networks, September 1991
- Guidelines for Internet Measurement Activities, October 1991
- A VIEW FROM THE 21ST CENTURY, RFC 1607, ngày 1 tháng 4 năm 1994
- An Agreement between the Internet Society and Sun Microsystems, Inc. in the Matter of ONC RPC and XDR Protocols, RFC 1790, April 1995
- I REMEMBER IANA, RFC 2468, ngày 17 tháng 10 năm 1998
- Memo from the Consortium for Slow Commotion Research (CSCR, RFC 1217, ngày 1 tháng 4 năm 1999
- The Internet is for Everyone, RFC 3271, April 2002

### Đồng tác giả
- Vinton Cerf, Robert Kahn, A Protocol for Packet Network Intercommunication (IEEE Transactions on Communications, May 1974)
- Vinton Cerf, Y. Dalal, C. Sunshine, Specification of Internet Transmission Control Program (RFC 675, December 1974)
- Vinton Cerf, Jon Postel, Mail transition plan (RFC 771, September 1980)
- Vinton Cerf, K.L. Mills Explaining the role of GOSIP, RFC 1169, August 1990
- Clark, Chapin, Cerf, Braden, Hobby, Towards the Future Internet Architecture, RFC 1287, December 1991
- Vinton Cerf et al., A Strategic Plan for Deploying an Internet X.500 Directory Service, RFC 1430, February 1993
- Vinton Cerf & Bob Kahn, Al Gore and the Internet, 2000-09-28[22]
- Vinton Cerf et al., Internet Radio Communication System ngày 9 tháng 7 năm 2002, U.S. Patent 6,418,138
- Vinton Cerf et al., System for Distributed Task Execution ngày 3 tháng 6 năm 2003, U.S. Patent 6,574,628
- Vinton Cerf et al., Delay-Tolerant Networking Architecture (Informational Status), RFC 4838, April 2007